# Guy Lefranc (réalisateur)
Pour les articles homonymes, voir Guy Lefranc et Lefranc.
Guy André Lefranc est un réalisateur et scénariste français né le 21 octobre 1919 à Paris et mort le 1er février 1994 à Saint-Germain-en-Laye dans les Yvelines.

## Biographie
Assistant réalisateur de Marcel Carné pour Le Quai des brumes puis monteur, Guy Lefranc est fait prisonnier pendant la Seconde Guerre mondiale. À la Libération, il réalise Knock avec Louis Jouvet. Ses films suivants sont des comédies souvent burlesques qui rencontrèrent pour la plupart la faveur du public, mais qui semblent aujourd'hui oubliées. 
Parallèlement à sa carrière de réalisateur, il assiste plusieurs grands noms du cinéma comme Robert Bresson ou Jean Grémillon. Sa collaboration la plus notable reste Le Caporal épinglé de Jean Renoir où il figure au générique comme assistant réalisateur et comme scénariste, puise dans ses souvenirs de captivité. 
Après la réalisation, en 1976, de la mini-série Marie-Antoinette pour la télévision, il cesse toute activité.

## Filmographie

### Réalisateur[3]
- 1939 : Pique-nique tragique (court-métrage)
- 1951 : Knock
- 1951 : Une histoire d'amour
- 1952 : L'Homme de ma vie
- 1952 : Elle et moi
- 1953 : Capitaine Pantoufle
- 1955 : Chantage
- 1955 : Le Fil à la patte
- 1956 : La Bande à papa
- 1956 : Fernand Cow-boy
- 1957 : Bonjour la chance
- 1958 : La Moucharde
- 1958 : Suivez-moi jeune homme
- 1961 : Cause toujours, mon lapin
- 1962 : Conduite à gauche
- 1964 : Laissez tirer les tireurs
- 1966 : Sale temps pour les mouches...
- 1966 : Les malabars sont au parfum
- 1968 : Salut Berthe !
- 1968 : Béru et ces dames
- 1969 : L'Auvergnat et l'autobus
- 1970 : Et qu'ça saute !
- 1975-1976 : Marie-Antoinette (série en quatre téléfilms)

### Scénariste
- 1958 : La Moucharde
- 1958 : Suivez-moi jeune homme
- 1961 : Cause toujours, mon lapin
- 1962 : Le Caporal épinglé
- 1970 : Et qu'ça saute !

### Assistant réalisateur
- 1938 : Le Quai des brumes de Marcel Carné
- 1946 : Tombé du ciel d'Emil-Edwin Reinert
- 1946 : Un ami viendra ce soir de Raymond Bernard
- 1945 : Adieu chérie de Raymond Bernard
- 1945 : Paméla de Pierre de Hérain
- 1947 : La Colère des dieux de Karel Lamač
- 1947 : Monsieur Vincent de Maurice Cloche
- 1947 : Le Destin exécrable de Guillemette Babin de Guillaume Radot
- 1949 : Pattes blanches de Jean Grémillon
- 1949 : L'Invité du mardi de Jacques Deval
- 1950 : ...Sans laisser d'adresse de Jean-Paul Le Chanois
- 1951 : Journal d'un curé de campagne de Robert Bresson
- 1961 : Le Caporal épinglé de Jean Renoir